# 㟖岗轮环藤
㟖岗轮环藤（学名：Cyclea longgangensis）是防已科轮环藤属的植物，为中国的特有植物。分布于中国大陆的广西等地，目前尚未由人工引种栽培。
其种加词“longgangensis”意为“广西龙州县㟖岗国家级自然保护区的”。